# هوندا یه پی۷
هوندا یه پی۷ و هوندا یه اس۷ شاسی‌بلندهای کامپکت الکتریکی هستند که توسط هوندا از طریق سرمایه‌گذاری مشترک گوانگ‌چی هوندا و دانگ‌فنگ هوندا تولید می‌شوند. هر دو خودرو فقط در چین به فروش می‌رسند. آنها اولین اعضای سری خودروهای هوندا یه هستند.

## تاریخچه

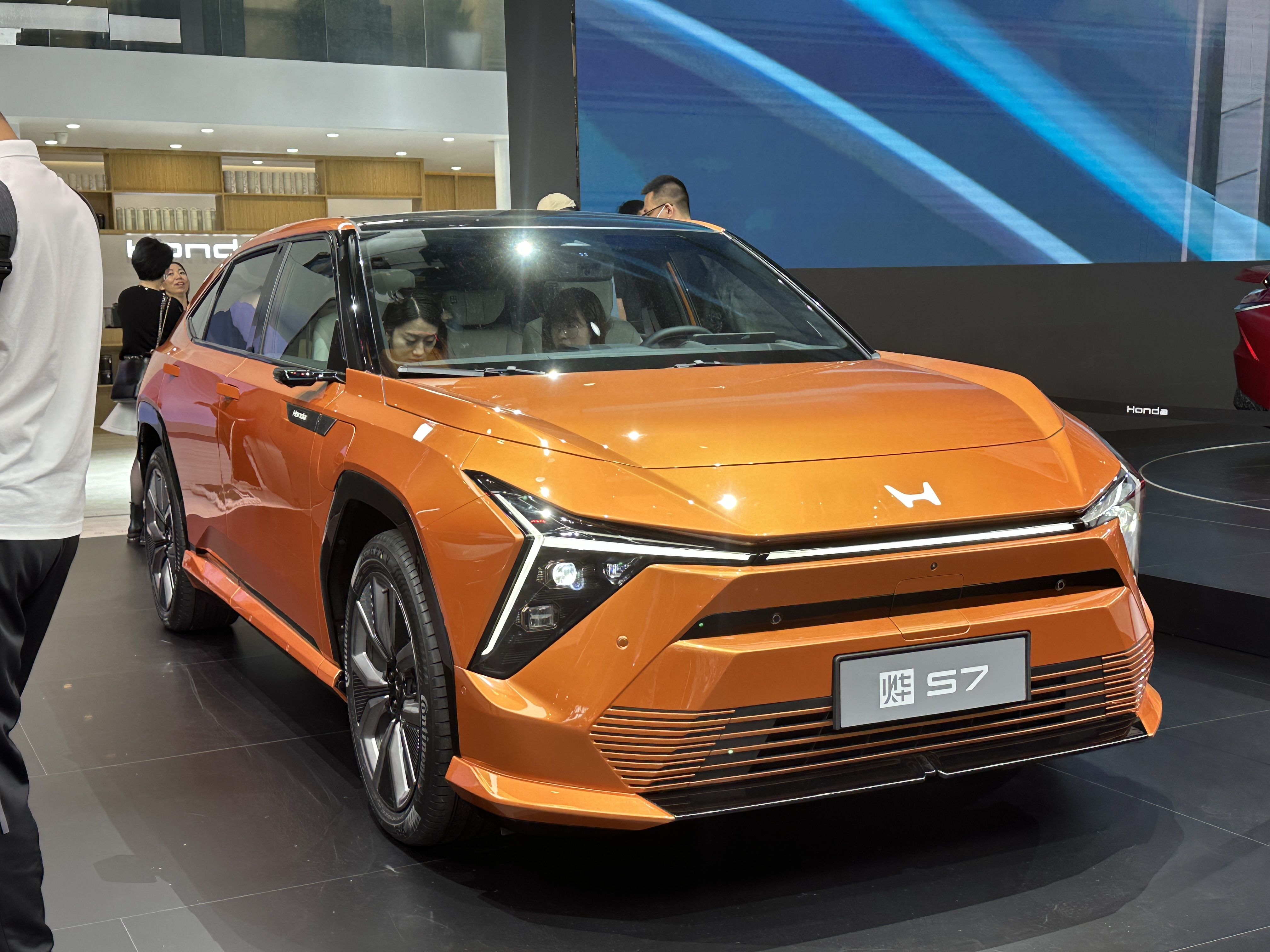
هوندا یه اس ۷

این خودرو در نمایشگاه خودرو اتو چین در آوریل ۲۰۲۴، معرفی شد و از سال ۲۰۲۴ در چین تولید می‌شود. دو مدل اول از سری یه پی۷ و اس۷ هستند که هر دو از طریق سرمایه‌گذاری مشترک مربوطه هوندا گوانگ‌چی هوندا و دانگ‌فنگ هوندا تولید می‌شوند.

## مشخصات فنی
پی۷ و اس۷ به یک صفحه کنترل مرکزی عمودی بزرگ و یک صفحه نمایشگر LCD مجهز هستند. این دو خودرو همچنین دارای سانروف پانوراما با قابلیت تنظیم انتقال نور هستند. صندلی‌های این دو کراس اوور شامل بلندگوهای بوز یکپارچه در پشت سری‌ها هستند و همچنین یک دستیار صوتی هوشمند در سیستم سرگرمی وجود دارد. علاوه بر این، P7 و S7 دارای یک پیشرانه قدرتمند، یک باتری با ظرفیت بالا و چگالی بالا، سیستم چهار چرخ متحرک، سیستم تعلیق جناغی جلو و یک سیستم تعلیق پنج نقطه ای در عقب هستند.